# 1892 Lucienne
1892 Lucienne (1971 SD) là một tiểu hành tinh vành đai chính được phát hiện ngày 16 tháng 9 năm 1971 bởi P. Wild ở Zimmerwald.